# Heikinsaaret (ö i Birkaland)
Heikinsaaret är en ö i Finland. Den ligger i sjön Liesijärvi och i kommunen Parkano i den ekonomiska regionen  Nordvästra Birkalands ekonomiska region  och landskapet Birkaland, i den sydvästra delen av landet, 220 km norr om huvudstaden Helsingfors. Öns area är 0,2 hektar och dess största längd är 70 meter i nord-sydlig riktning.  Notera att namnet antyder att det är fråga om flera öar.